# (66934) Kálalová
(66934) Kálalová (1999 WF1) – planetoida z pasa głównego asteroid okrążająca Słońce w ciągu 3 lat i 297 dni w średniej odległości 2,44 j.a. Została odkryta 26 listopada 1999 roku. Nazwana na cześć Vlasty Kálalovej-Di Lotti, czeskiej lekarki.